# The Gathering (Testament)
The Gathering è l'ottavo album in studio dei Testament pubblicato nel 1999.

## Tracce
1. D.N.R. (Do Not Resuscitate) - 3:34
2. Down For Life - 3:23
3. Eyes Of Wrath - 5:26
4. True Believer - 3:36
5. 3 Days In Darkness - 4:41
6. Legions Of The Dead - 2:37
7. Careful What You Wish For... - 3:30
8. Riding The Snake - 4:13
9. Allegiance - 2:37
10. Sewn Shut Eyes - 4:15
11. Fall Of Sipledome - 4:47
12. Hammer of the gods (traccia bonus in alcune edizioni) - 3:12

## Formazione
- Chuck Billy - voce
- Eric Peterson - chitarra
- James Murphy - chitarra
- Steve DiGiorgio - basso
- Dave Lombardo - batteria